# Западная Мексика

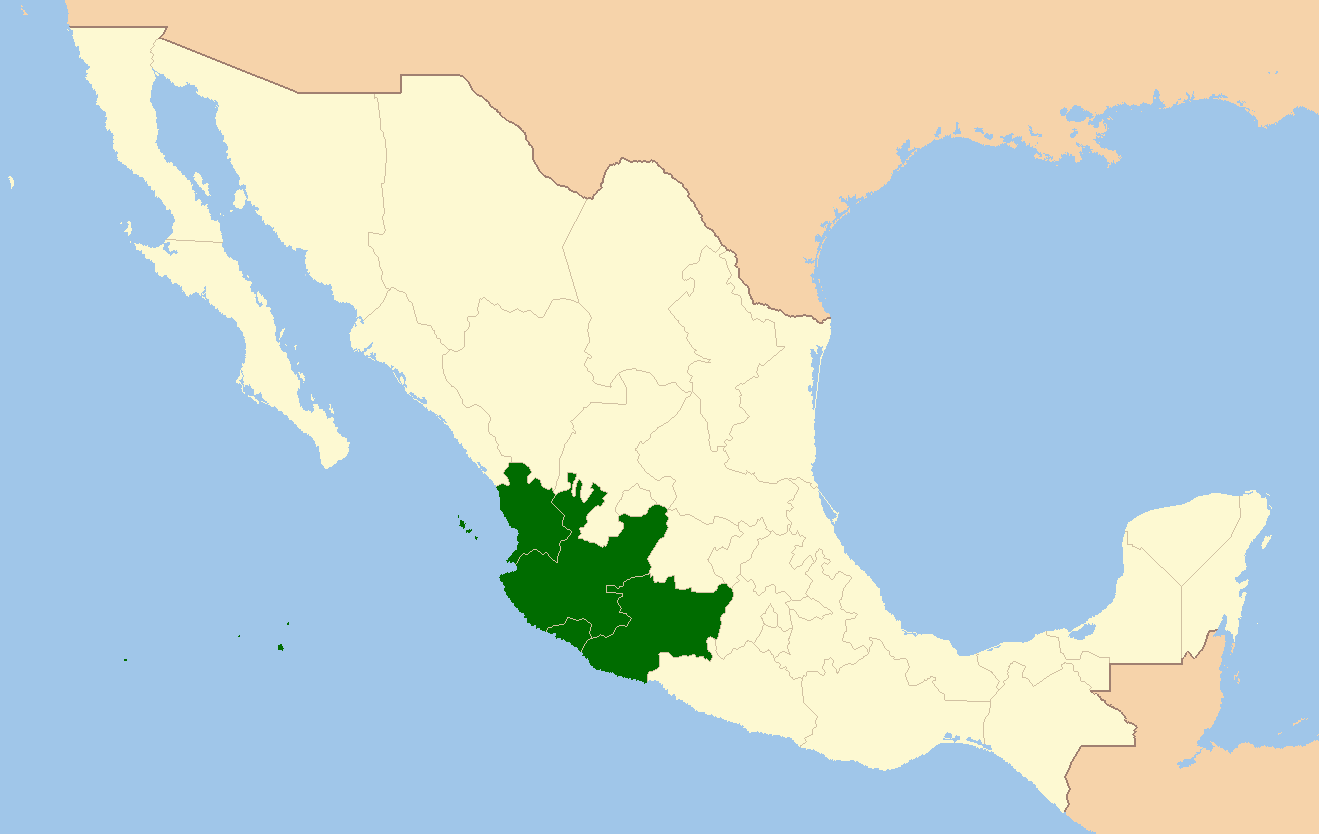
Западная Мексика на карте страны

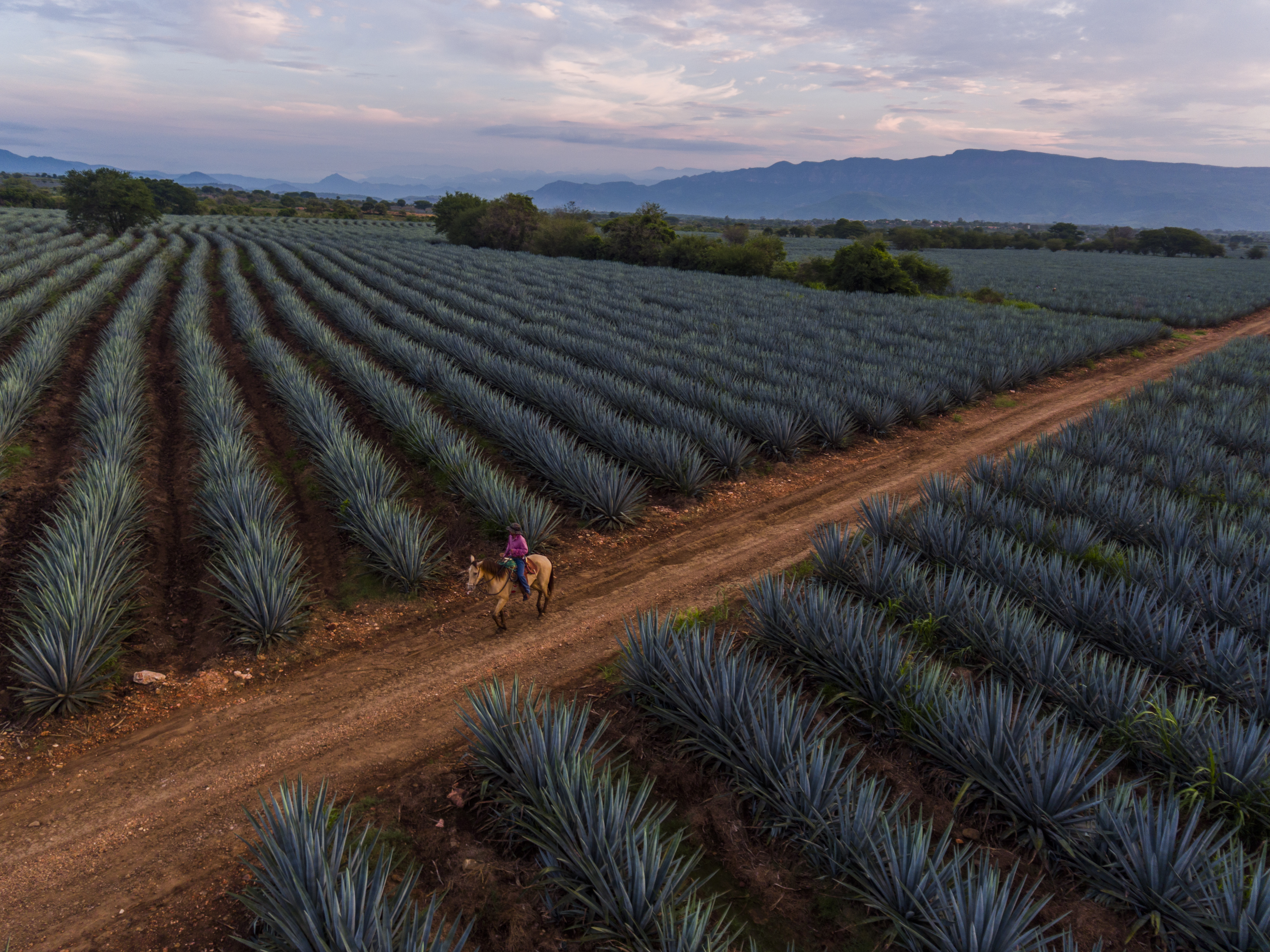
На плантациях голубой агавы, штат Халиско

Западная Ме́ксика (исп. Occidente de México) — физико-географический макрорегион, охватывающий западные территории Мексики. Этот термин не является официальным, такого рода административно-территориальной единицы в составе Мексики нет. Обычно к Западной Мексике относят штаты Наярит, Халиско, Колима и Мичоакан.

## География
Западная Мексика занимает части прибрежной тихоокеанской равнины, Западной Сьерра-Мадре, западные части Транс-мексиканского вулканического пояса, бассейна реки Бальсас и Южной Сьерра-Мадре, а также юго-западную часть Мексиканского нагорья. На севере соседствует с Северо-Западным регионом, на западе — с Тихим океаном, на востоке — с Центральной Мексикой.

## Общие сведения
| Северо-Восточная Мексика |      |             |               |                     |                              |                                   |
| Штат                     | Герб | Столица     | Площадь (км²) | Муниципалитеты      | Численность населения (2020) | Часовой пояс                      |
| Наярит                   |      | Тепик       | 27 621        | 20 муниципалитетов  | 1 235 456                    | UTC−7:00 (зимой) UTC−6:00 (летом) |
| Халиско                  |      | Гвадалахара | 80 137        | 125 муниципалитетов | 8 348 151                    | UTC−6:00 (зимой) UTC−5:00 (летом) |
| Колима                   |      | Колима      | 5627          | 10 муниципалитетов  | 731 391                      | UTC−6:00 (зимой) UTC−5:00 (летом) |
| Мичоакан                 |      | Морелия     | 59 864        | 113 муниципалитетов | 4 748 846                    | UTC−6:00 (зимой) UTC−5:00 (летом) |

## Культурные особенности
В период между 300 до н. э. и 400 годом н. э. на территории Западной Мексики сложилась так называемая традиция шахтовых могил. Много позднее здесь располагалось одно из самых крупных доколумбовых государств — государство тарасков.